# باد کامبرگ
شهر باد کامبرگدر ایالت هسن در کشور آلمان واقع شده است.

## نگارخانه

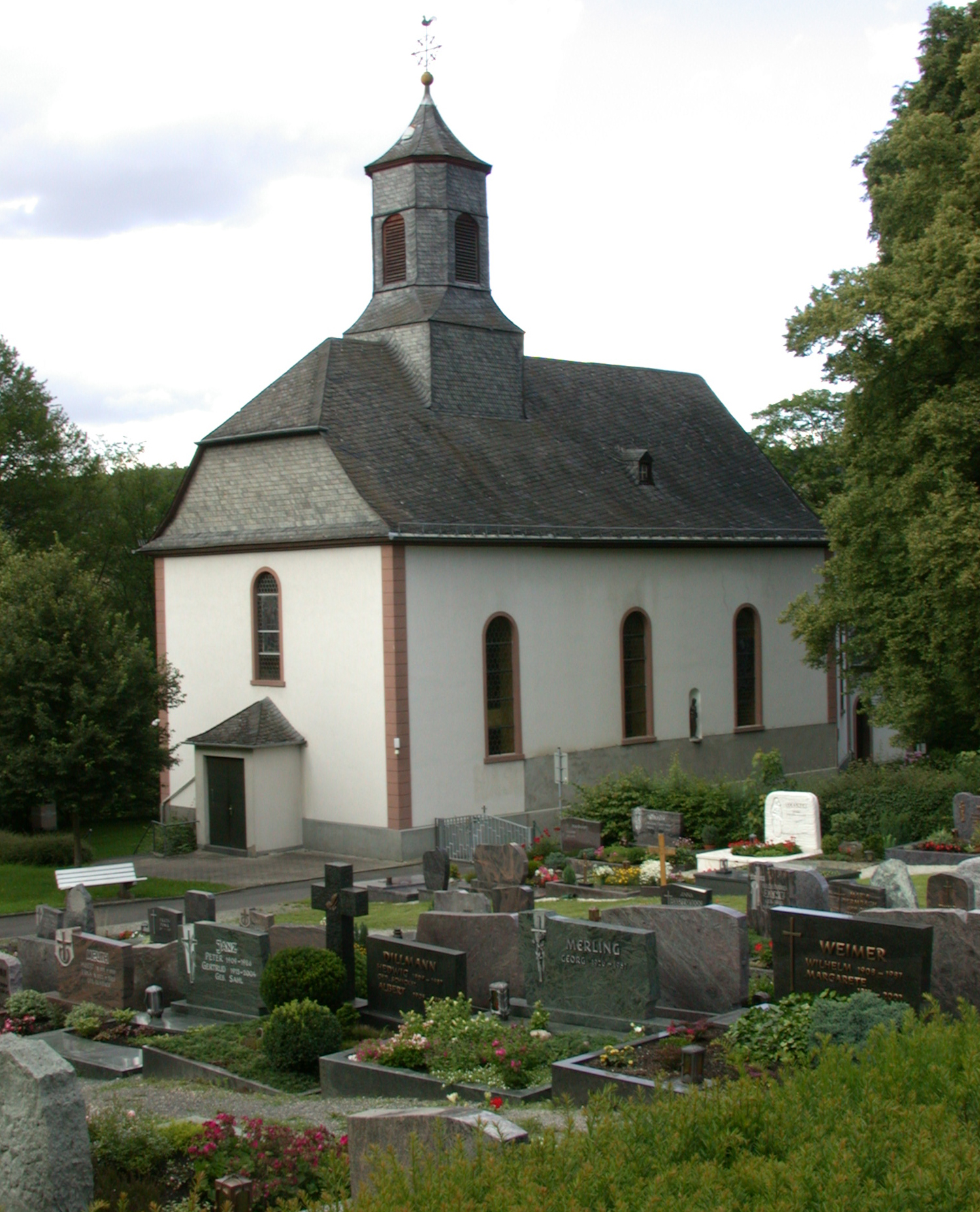
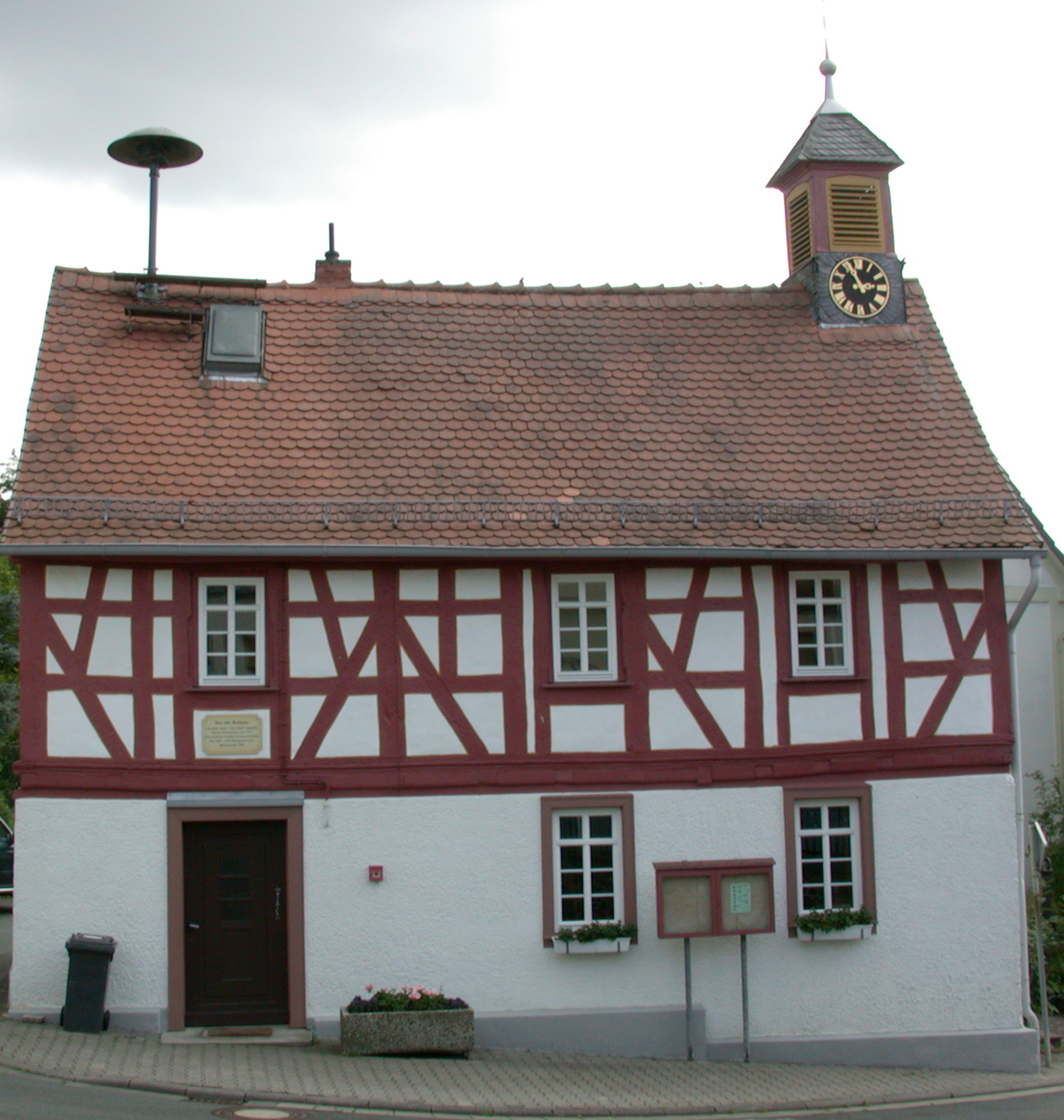
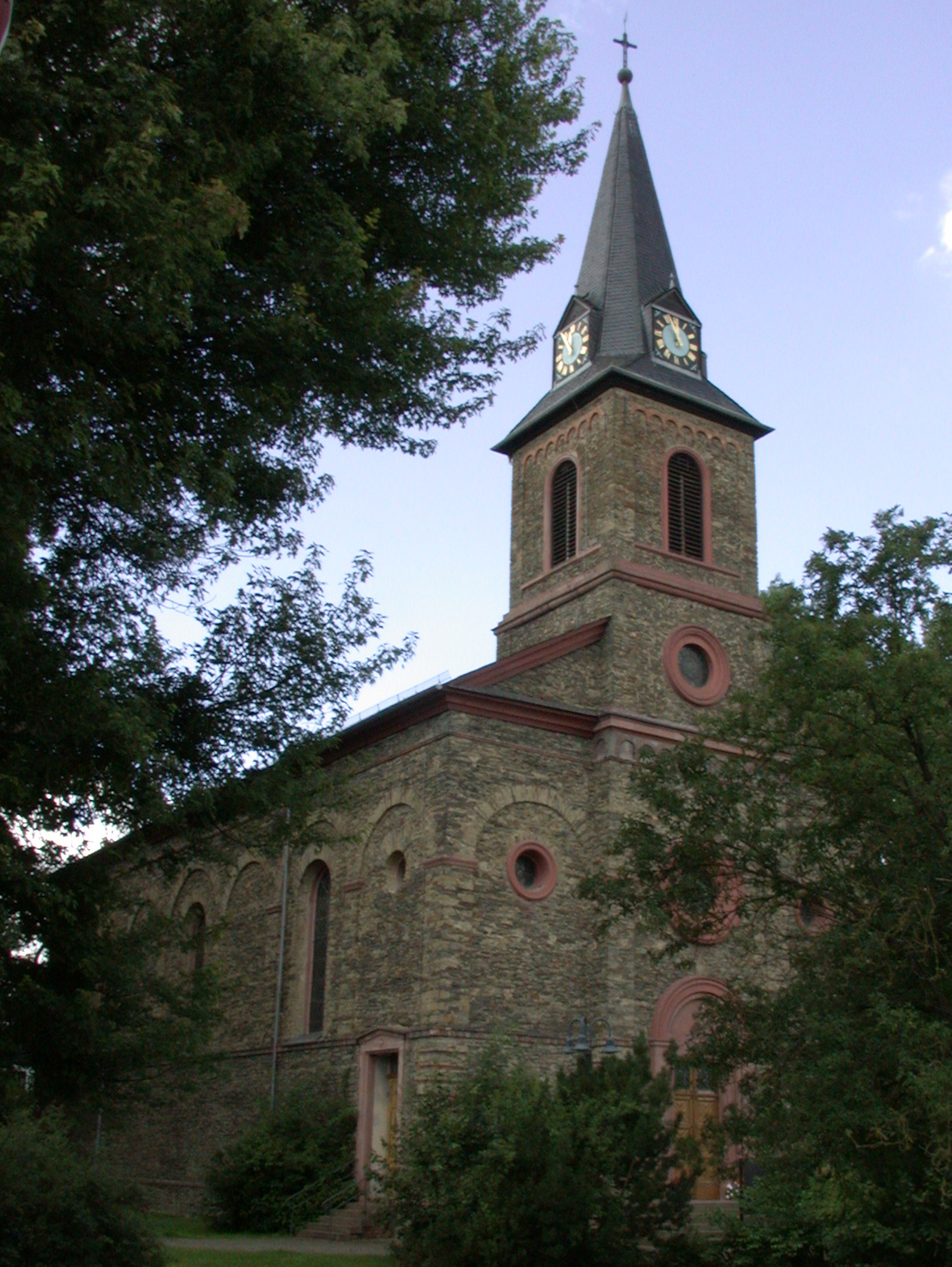
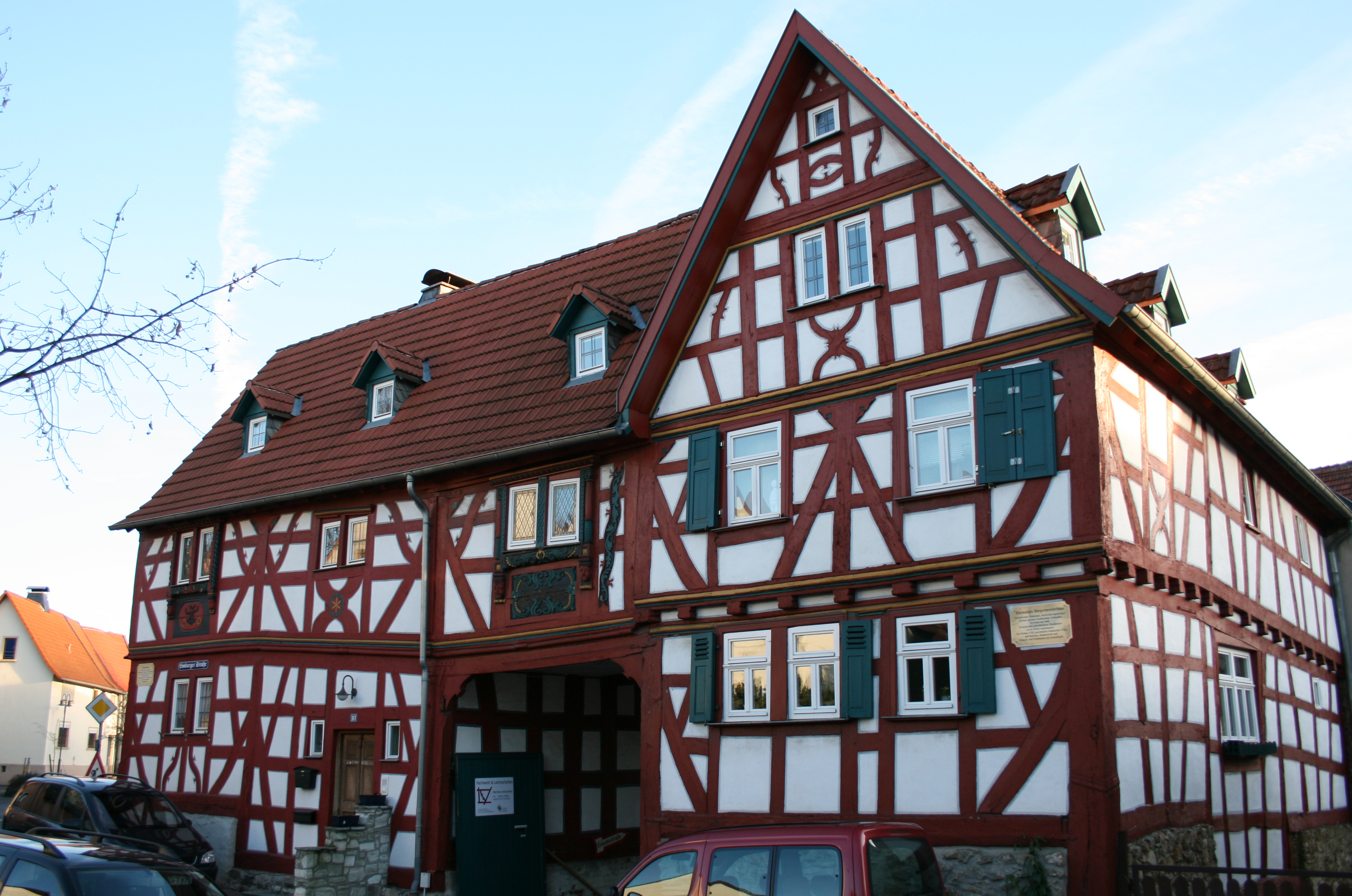
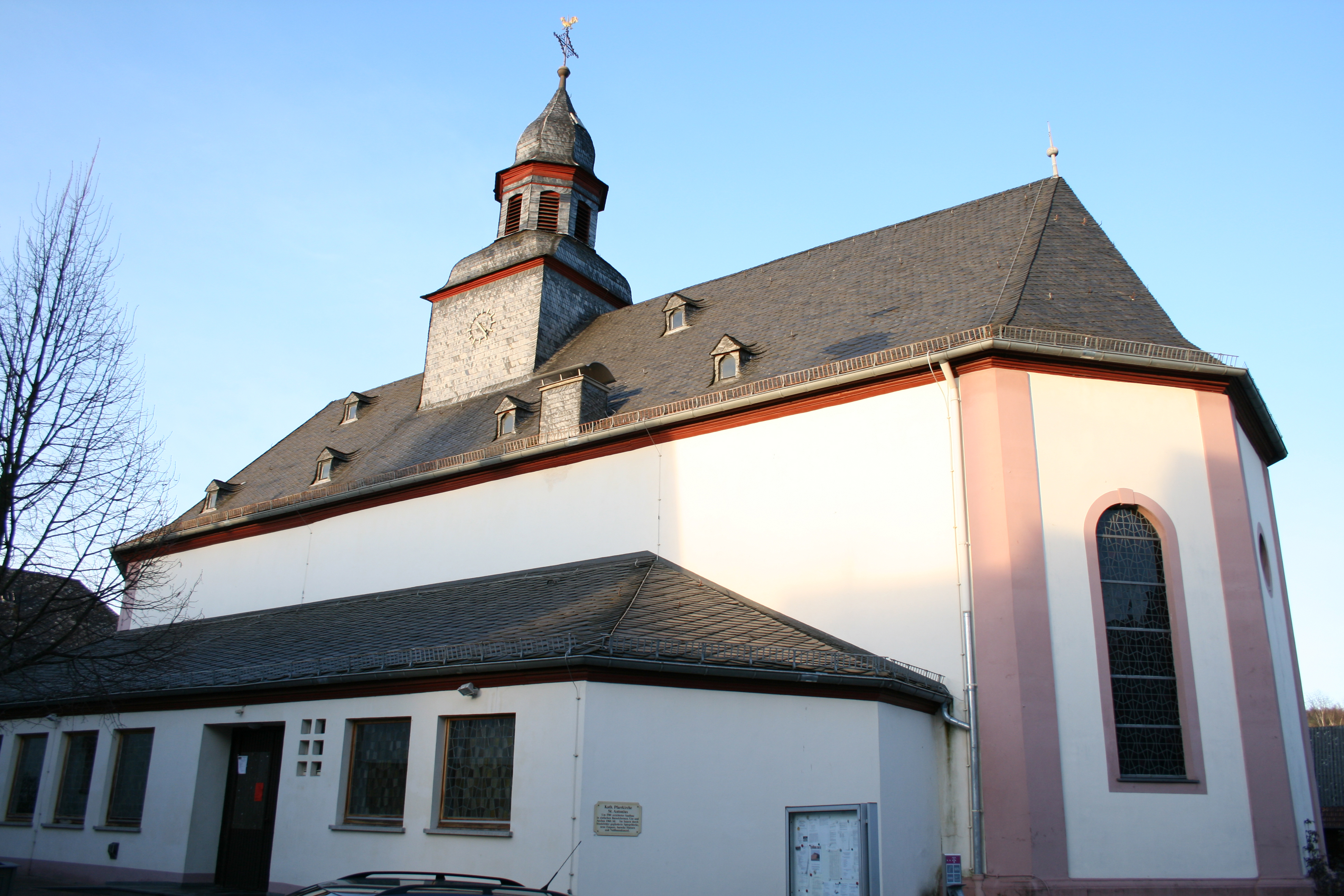